# Cerastium azoricum
Cerastium azoricum Hochst. é uma espécie de planta pertencente à família das Caryophyllaceae. A espécie é endémica no arquipélago dos Açores, onde é considerada espécie protegida.